# The Masked Rider (film fra 1919)
The Masked Rider er en amerikansk stumfilm fra 1919 af Aubrey M. Kennedy.

## Medvirkende
- Harry Myers som Harry Burrel
- Ruth Stonehouse som Ruth Chadwick
- Paul Panzer som Pancho
- Edna Holland som Juanita
- Marie Treador som Ma Chadwick